# Manuel Mariscal Zabala
Manuel Mariscal Zabala, né le 23 janvier 1992, est un homme politique espagnol membre de Vox.

## Biographie
Diplômé en journalisme et en communication politique, Manuel Mariscal entre en politique au sein du Parti Populaire (PP). Il est un proche de la maire de Madrid, Esperanza Aguirre, dont il gère la communication sur les réseaux sociaux.
Lors des élections générales anticipées du 28 avril 2019, il est élu député au Congrès des députés pour la XIIIe législature dans la circonscription de Tolède pour le parti Vox. Il est réélu lors des élections générales anticipées du 10 novembre 2019 pour la XIVe législature.
En 2024, alors vice-secrétaire de la communication de Vox, il fit l'apologie du franquisme au Congrès des députés.